# برايان إليوت
برايان إليوت هو لاعب هوكي الجليد كندي، ولد في 9 أبريل 1985 في نيوماركت في كندا.

## وصلات خارجية
- برايان إليوت على موقع دوري الهوكي الوطني (الإنجليزية)
- برايان إليوت على موقع قاعة مشاهير الهوكي (لاعب أن.إتش.أل) (الإنجليزية)
- برايان إليوت على موقع EliteProspects.com (الإنجليزية)
- برايان إليوت على موقع HockeyDB.com (الإنجليزية)
- برايان إليوت على موقع Hockey-Reference.com (الإنجليزية)